# Kim Kwang-sik
Kim Kwang-sik (김광식, né le 6 mars 1972) est un réalisateur et scénariste sud-coréen connu pour son film The Great Battle.

## Biographie
Kim Kwang-sik travaille d'abord comme scénariste en 1997 sur le drama Snail avec Lee Jung-jae et Lee Mi-sook (en). Il écrit ensuite les scénarios de Inner Circle (1999), Last Statement (2002), et du road movie Off Road (2007), et co-écrit la série Le Retour d'Iljimae (en) avec Jung Il-woo. Kim est également premier assistant réalisateur sur le film Oasis (2002) de Lee Chang-dong.
Pour son premier film, My Dear Desperado (en), Kim dispose des acteurs Park Joong-hoon (en) et Jeong Yu-mi. Intitulé « Mon amour de gangster » en coréen, le film parle d'une jeune diplômée d'une ville rurale qui a du mal à trouver un emploi à Séoul et qui s'installe alors dans un appartement en sous-sol bon marché se trouvant juste à côté de celui d'un homme d'âge moyen, un petit voyou (en) de troisième catégorie. Les critiques considèrent le film comme une romance « plutôt décalée » axée sur les personnages et comme l'une « des révélations du cinéma coréen en 2010 », saluant la réalisation « agréable et sans artifice » de Kim et le « traitement fluide » de son propre scénario, le jeu puissant et la chimie entre les deux acteurs principaux, la transition en douceur de la comédie au pathos, un réalisme décontracté et un style évocateur de gens ordinaires et réalistes (s’inscrivant même dans les conventions d’une comédie romantique). Avec peu de publicité et aucune vedette majeure, le film a du mal à attirer l'attention lors de sa sortie en salles. Mais il bénéficie progressivement d'un bouche à oreille positif et réussit à attirer près de 700 000 spectateurs, ce qui est suffisant pour assurer aux cinéastes un bénéfice substantiel (produit par Yoon Je-kyoon). Kim remporte le Prix du meilleur nouveau réalisateur aux Blue Dragon Film Awards, et est nommé à ceux de Nouveau réalisateur et du Meilleur scénario aux Grand Bell Awards et aux Korean Film Awards.
Kim fait plus tard un caméo dans Top Star (en) (2013), le premier film de Park Joong-hoon.
En 2014, Kim réalise Tabloid Truth (en) avec les acteurs Kim Kang-woo, Jung Jin-young (en), Ko Chang-seok et Park Sung-woong. Ce thriller commence par le suicide douteux d’une actrice prometteuse en raison de fausses rumeurs. Tandis que son manager met sa vie en danger en cherchant la vérité, il découvre un vaste complot de pouvoir, d’argent et de sexe, où des personnes de tous les domaines de la société , tels que les sociétés financières, les agences de relations publiques et les organisations gouvernementales, sont les auteurs de jjirasi (tiré du mot japonais chirashi qui veut dire « tracts »). Ceux-ci sont des lettres d’information secrètes en ligne qui parcourent les sous-régions fragmentées de la politique, des affaires et du spectacle, lues avec voracité par les investisseurs boursiers et les journalistes de tabloïd qui les achètent. Les faits et les fictions sont choisis, traités et publiés de manière sélective pour former l'opinion publique et d'autres buts particuliers. Fasciné par le sujet du jjirasi - ce qu'il devenu, comment il est né et quelle sont les personnes qui le font circuler - Kim a fait des recherches approfondies mais elles se sont révélées difficiles, car les « faiseurs de rumeurs » refusaient de révéler leurs identités. Il a finalement trouvé un « distributeur » et un « collecteur d'informations » acceptant de répondre à des questions et a examiné avec attention les scandales d'actualité tels que les suicides de Jang Ja-yeon (en) et Choi Jin-sil, Kim a utilisé ces informations pour rendre le film plus réaliste en dépit d'événements fictifs. Les critiques saluent Kim pour la lenteur avec laquelle il met en scène son approche, son interprétation « habile » de scènes de combat et de poursuite, ainsi que pour sa « dramatisation convaincante » de la concurrence impitoyable entre les auteurs de jjirasi et la nature destructive de leurs informations. Mais certains critiques soulignent également les limites de Tabloid Truth comme étant un thriller et un film d'action prévisible, bien que Kim ait déclaré vouloir faire un « film divertissant plutôt qu'un film sérieux avec un commentaire social ».
En 2018, il réalise The Great Battle, un film historique qui raconte l'histoire de soldats coréens résistant à une invasion chinoise en l'an 645. Cette grosse production attire au total 5, 4 millions de spectateurs.

## Filmographie
- 1984 : The Flying Monster - Membre de l'équipe des effets spéciaux
- 1997 : 3PM Paradise Bath House - Scripte
- 1999 : Inner Circle - Scénariste
- 2002 : Last Statement - Scénariste
- 2002 : Oasis - 1er assistant réalisateur
- 2007 : Off Road  - Scénariste
- 2010 : My Dear Desperado (en) - Réalisateur, scénariste
- 2011 : The Suicide Forecast (en) - Caméo
- 2013 : Top Star (en) - Caméo
- 2014 : Tabloid Truth (en) - Réalisateur, scripte
- 2018 : The Great Battle - Réalisateur, scénariste